# Децим Симоний Прокул Юлиан
Децим Симоний Прокул Юлиан (на гръцки: Σιμωνίου Ἰουλινοῦ; на латински: Decimus Simonius Proculus Iulianus) е римски управител на провинция Тракия (legatus Augusti pro praetore Thraciae) по времето на август Максимин Тракиец и цезар Максим, вероятно между 236 и 237 г.
Името му е известно от два надписа – статуя, която издигнал в чест на Максим във Филипопол и пътна колона издигната от управата на Сердика в Драгоман (Софийско). Вероятно между 241 и 243 г. е управител на провинция Дакия.